# Maki (rodzaj ssaków)
Maki (Hapalemur) – rodzaj ssaków z rodziny lemurowatych (Lemuridae).

## Rozmieszczenie geograficzne
Rodzaj obejmuje gatunki występujące na Madagaskarze.

## Morfologia
Długość ciała (bez ogona) 27–40 cm, długość ogona 35–41 cm; masa ciała 813–1500 g.

## Systematyka
Rodzaj zdefiniował w 1851 roku francuski zoolog Isidore Geoffroy Saint-Hilaire w artykule poświęconym rozmieszczeniu geograficznemu naczelnych, opublikowanym w czasopiśmie „L’Institut”. Gatunkiem typowym jest (oznaczenie monotypowe) maki szary (H. griseus).

### Etymologia
- Hapalemur (Hapalolemur): gr. ἁπαλος hapalos ‘delikatny’; rodzaj Lemur Linnaeus, 1758 (lemur)[9].
- Myoxicebus: gr. μυωξος muōxos ‘popielica’[10] ; κήβος kēbos ‘długoogoniasta małpa’[11]. Gatunek typowy: Lemur griseus É. Geoffroy Saint-Hilaire, 1812 (Lemur griseus Link, 1795).

### Podział systematyczny
Do rodzaju należą następujące gatunki:
| Grafika | Gatunek                | Autor i rok opisu                                  | Nazwa zwyczajowa   | Podgatunki         | Rozmieszczenie geograficzne | Podstawowe wymiary                             | Status IUCN |
| ------- | ---------------------- | -------------------------------------------------- | ------------------ | ------------------ | --- | ---------------------------------------------- | ----------- |
|         | Hapalemur griseus      | (Link, 1795)                                       | maki szary         | 3 podgatunki       | Tsingy de Bemaraha (prawdopodobnie do rzeki Betsiboka) na zachodzie oraz na południe od rzeki Onibe na wschodzie                                                                                        | DC: 28–30 cm DO: 35–37 cm MC: 813–967 g        | VU          |
|         | Hapalemur meridionalis | Warter, Randrianosolo, Dutrillaux & Rumpler, 1987  | maki krótkoogonowy | gatunek monotypowy | na północ od strefy ochrony Mandena i sąsiedniego Parku Narodowego Andohahela, granice zasięgu nieznane; zakres wysokości: do 1600 m n.p.m.                                                             | DC: 28–30 cm DO: 35–37 cm MC: 840–870 g        | VU          |
|         | Hapalemur occidentalis | Rumpler, 1975                                      | maki szarolicy     | gatunek monotypowy | nierównomiernie od Anakarany i Analamerany na południe do Tsingy de Namaroka na środkowym zachodzie i w pobliżu jeziora Alaotra na północnym wschodzie                                                  | DC: 27–28 cm DO: 36–39 cm MC: 840–1200 g       | VU          |
|         | Hapalemur alaotrensis  | Rumpler, 1975                                      | maki trzcinowy     | gatunek monotypowy | 2 subpopulacje nad jeziorem Alaotra (wokół półwyspu Belempona na północnym zachodzie, wzdłuż południowo-zachodnich brzegów); zakres wysokości: do 750 m n.p.m.                                          | DC: około 40 cm DO: około 40 cm MC: 1,2–1,3 kg | CR          |
|         | Hapalemur aureus       | Meier, Albignac, Peyriéras, Rumpler & Wright, 1987 | maki złoty         | gatunek monotypowy | nierównomiernie w Parku Narodowym Ranomafana (na północ do Miaranony), na południe do Parku Narodowego Andringitra; być może na północny wschód do Betsakafandriki; zakres wysokości: 625–1625 m n.p.m. | DC: około 34 cm DO: około 41 cm MC: 1,3–1,5 kg | CR          |

Kategorie IUCN:  VU  – gatunek narażony,  CR  – gatunek krytycznie zagrożony.